# Brain Donors
Brain Donors is een Amerikaanse filmkomedie uit 1992. De film werd geregisseerd door Dennis Dugan en ging in première op 17 april 1992. Het verhaal is losjes gebaseerd op de Marx Brothers comedies A Night at the Opera en A Day at the Races. De hoofdrollen werden vertolkt door John Turturro, Mel Smith en Bob Nelson.

## Verhaal
Een rijke weduwe neemt een advocaat aan om een balletteam op te richten. De 2 assistenten van de advocaat kennen echter niks over ballet waardoor het team terechtkomt in allerlei komische toestanden.

## Rolverdeling
| Acteur            | Personage           |
| ----------------- | ------------------- |
| John Turturro     | Roland T. Flakfizer |
| Bob Nelson        | Jacques             |
| Mel Smith         | Rocco Melonchek     |
| George de la Pena | Roberto Volare      |
| John Savident     | Edmund Lazlo        |
| Nancy Marchand    | Lillian Oglethorpe  |
| Juliana Donald    | Lisa LeBaron        |
| Spike Alexander   | Alan Grant          |
| Teri Copley       | Tina                |